# Чепелюк Олександр Ігорович
Олекса́ндр І́горович Чепелю́к (нар. 5 вересня 1997, Луцьк, Україна)  — український футболіст, опорний півзахник клубу «Епіцентр».

## Клубна кар'єра

### «Волинь»
Вихованець луцької «Волині». Туди його привів батько. Через невелику швидкість, він став грати на позиції опорного півзахисника. У юнацьких лігах грав з 2009 по 2014 рік. Зіграв 74 матчі та забив 2 м'ячі. Переходячи з U-19 та U-21, на що йому потрібен був час, він дістався основного складу клубу, де дебютував 29 листопада 2015 року в матчі проти запорізького «Металурга». Він вийшов на 84 хвилині.

### «Рух»
4 серпня 2017 року став гравцем «Руху» з Винник, з яким уклав трирічний контракт.